# Эскорай
Эскора́й (фр. и окс. Escorailles) — коммуна во Франции, находится в регионе Овернь. Департамент — Канталь. Входит в состав кантона Пло. Округ коммуны — Морьяк.
Код INSEE коммуны — 15064.
Коммуна расположена приблизительно в 410 км к югу от Парижа, в 90 км юго-западнее Клермон-Феррана, в 29 км к северу от Орийака.

## Население
Население коммуны на 2008 год составляло 70 человек.
| 1962 | 1968 | 1975 | 1982 | 1990 | 1999 | 2008 |
| ---- | ---- | ---- | ---- | ---- | ---- | ---- |
| 99   | 100  | 99   | 98   | 83   | 78   | 70   |

## Экономика

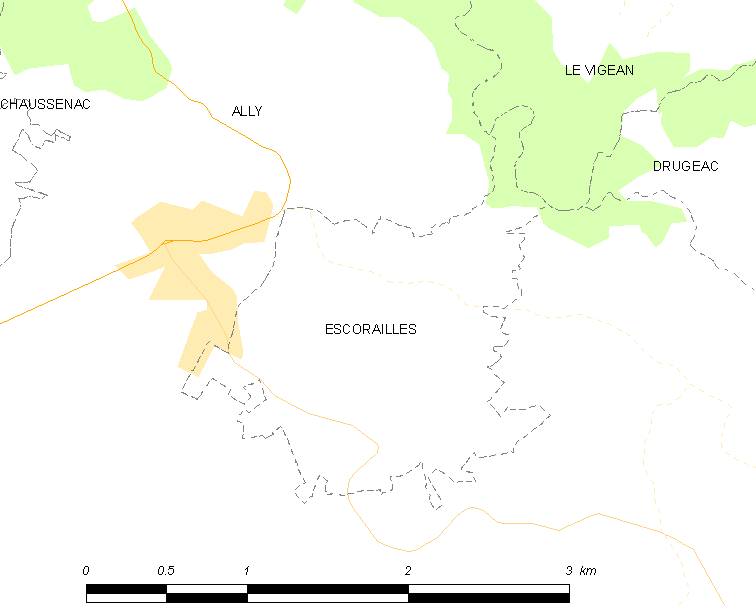
Карта коммуны

В 2007 году среди 49 человек в трудоспособном возрасте (15—64 лет) 32 были экономически активными, 17 — неактивными (показатель активности — 65,3 %, в 1999 году было 67,9 %). Из 32 активных работали 29 человек (16 мужчин и 13 женщин), безработных было 3 (2 мужчин и 1 женщина). Среди 17 неактивных 0 человек были учениками или студентами, 9 — пенсионерами, 8 были неактивными по другим причинам.

## Достопримечательности
- Оборонительные сооружения Ла-Тризаге (VIII век). Памятник истории с 1978 года[3]